# (46727) Hidekimatsuyama
(46727) Hidekimatsuyama est un astéroïde de la ceinture principale.

## Description
(46727) Hidekimatsuyama est un astéroïde de la ceinture principale. Il fut découvert le 30 septembre 1997 à Nanyo par Tomimaru Okuni. Il présente une orbite caractérisée par un demi-grand axe de 2,93 UA, une excentricité de 0,10 et une inclinaison de 1,0° par rapport à l'écliptique.

## Compléments